# Jiří Novák (stenograf)
Jiří Novák (23. března 1927 Praha – 10. ledna 2025) byl český pedagog a stenograf, který od roku 1952 zaznamenával projevy v československém a poté i českém parlamentu.

## Život
Narodil se do rodiny středoškolského profesora, avšak jeho výchovu ovlivňoval především František Staněk, dědeček z matčiny strany, který byl zemským a říšským poslancem, poté ministrem a mezi roky 1932 a 1935 předsedou Poslanecké sněmovny.
Po obecné škole Novák studoval na pražském reálném gymnáziu, odkud byl na začátku septimy v roce 1944 vyhozen a totálně nasazen k protivzdušné policejní obraně (Luftschutzpolizei). V průběhu Pražského povstání se stal členem obnovené Československé armády a koncem srpna 1945 se vrátil k dokončení gymnazijních studií. Po maturitě 4. června 1946 byl přijat ke studiu sociologie a filozofie na Filozofické fakultě Univerzity Karlovy, kde jej v semináři vedl profesor Josef Král, na jehož doporučení od října 1947 začal studoval ještě práva na Právnické fakultě téže univerzity. V červnu 1947 získal Novák aprobaci z takzvaných grafických předmětů, mezi něž se řadily těsnopis, psaní na klávesnici a krasopis, začal od 1. září 1947 učit na pražské obchodní škole. Po roce 1948 však musel pedagogické místo opustit a nastoupil do Státního ústavu těsnopisného. Protože byl ale v té nedostatek komorních těsnopisů, rozhodl se z něj složit zkoušku. Po jejím úspěšném vykonání jej předseda zkušební komise pozval na následující den k záznamu jednání v parlamentní hospodářské komise. V parlamentu tak působí od 2. prosince 1952. Současně s tím těsnopis, jakožto zaměstnanec ústavu, i vyučoval. Pokud je ale za některého ze stenografů při jednání parlamentu potřeba zaskočit, vypomůže i nadále.
V roce 1957 Novák absolvoval Ekonomicko-inženýrskou fakultu ČVUT v Praze a roku 1979 obhájením disertační práce z oboru celoživotního vzdělávání získal hodnost doktora filozofie na Filozofické fakultě Univerzity Karlovy. Vedle toho absolvoval postgraduální kurs ekonomické psychologie a sociologie na Vysoké škole ekonomické a postgraduální kurs pedagogiky dospělých na Filozofické fakultě pražské Univerzity Karlovy.
Svou činnost v parlamentu i státním ústavu ukončil v červnu 1991, kdy odešel do penze, avšak již za dva měsíce poté vyučoval na poloviční úvazek na obchodní akademii. Své pedagogické působení ukončil roku 2008. Když v roce 2017 slavil devadesáté narozeniny, přítomní členové na schůzi Poslanecké sněmovny 4. dubna Novákovu práci ocenili potleskem ve stoje. Současně při té příležitosti mu předseda sněmovny Jan Hamáček předal spolu s pamětní listinou Sněmovny také ozdobnou vázu s logem Poslanecké sněmovny a číslicí 90.
Svým věkem i délkou vykonávání profese (k datu narozenin téměř 65 let) předčil Novák svého někdejšího kolegu stenografa Josefa Kocourka. Ten zemřel v 88 letech a jako stenograf pracoval celkem 58 let. V květnu 2017 Novák převzal od Agentury Dobrý den certifikát o zápisu do České knihy rekordů jako nejdéle sloužící těsnopisec na světě.
Zemřel 10. ledna roku 2025 ve věku 97 let.